# Архангел

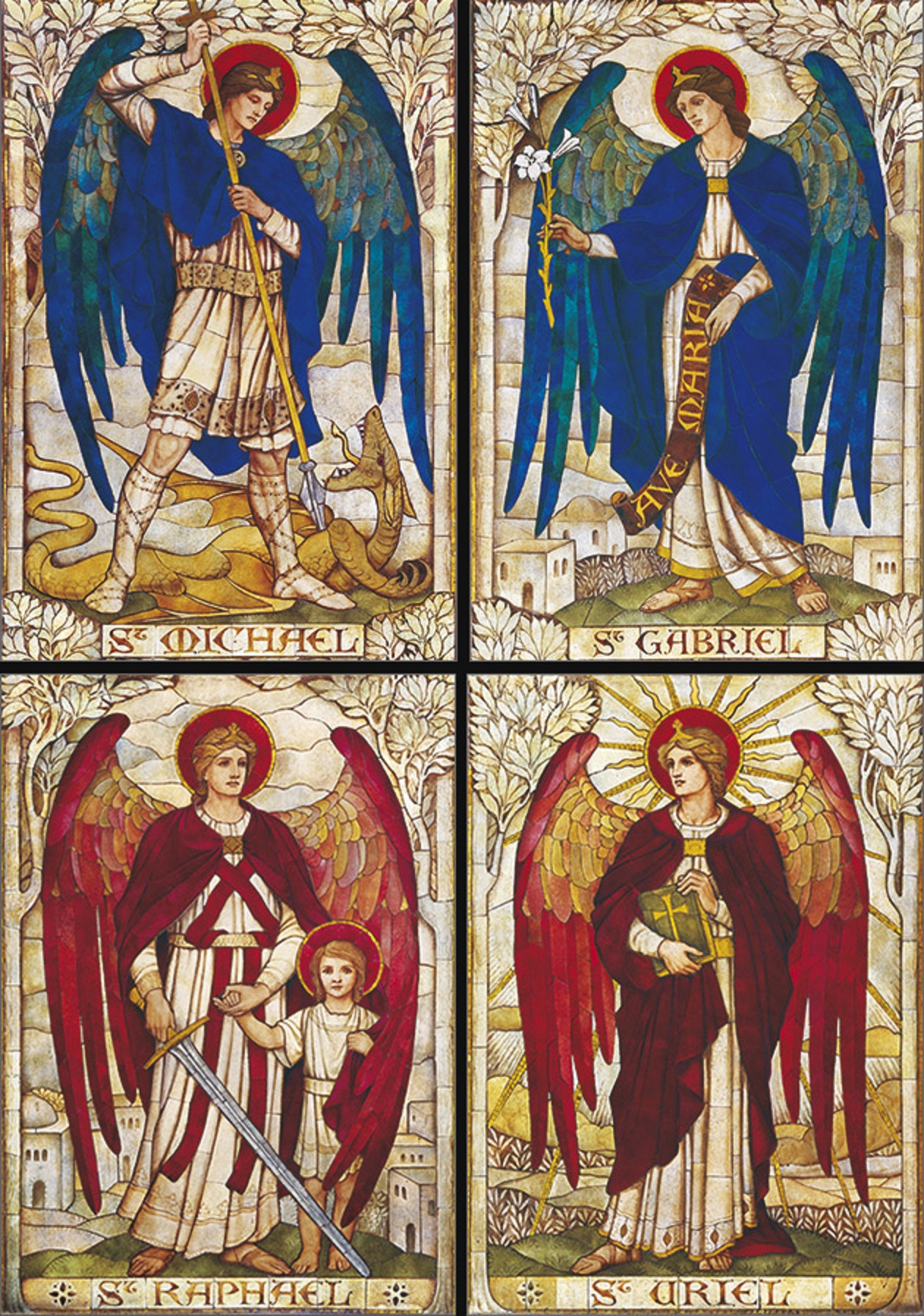
Чотири архангели, Англія

Арха́нгел (грец. ἀρχι — «старший», грец. ἄγγελο — «вісник») — у християнських та гебрейських ученнях головний янгол.
У різних традиціях у різних текстах згадуються різні архангели, часто через некоректність перекладів або поверховість розгляду виникають ототожнення одного архангела з іншим, що є неприпустимим. 
У юдейській традиції налічуються семеро архангелів: Габріель, Єреміель, Михаель, Рагуель, Рафаель, Саріель та Уріель..
Свідки Єгови вважають, що Архістратиг Михаїл є єдиним архангелом і що це Ісус Христос у періоди до й після Його сходження на Землю.

## В юдаїзмі
За давньою класифікацією — в юдейському апокрифі «Книга Еноха» (II ст. до н. е.) — існує 7 архангелів:
1. Михаїл, покровитель ізраїльського народу, він же головний архангел (Міхаель, керує Сонцем);
2. Гавриїл, вартовий раю і начальник над духами, що надають допомогу людям (Габрієль, керує Місяцем);
3. Рафаїл, володар думки людини і її цілитель (Рафаель, керує Меркурієм);
4. Уриїл, що володарює над небесними світилами (Урієль);
5. Саракаель, начальник над душами людськими, якого іноді ідентифікують як Метатрон. (Селафиїл, Селафієль);
6. Ієремиїл, Рамієль, «грім божий».;
7. Рагуїл, «Божий Приятель», ангел помсти.

Сім Архангелів «Книги Еноха» відповідають семи Амеша Спента зороастризму і семи планетним духам вавилонян. Згідно з переказами юдаїзму, кожен архангел сполучений з однією з планет.

## У християнстві
У системі ангельської ієрархії Діонісія Ареопагіта це восьмий з дев'яти чинів ангельських — Михаїл, Гавриїл, Рафаїл, Уриїл, Камаель, Йофіїл, Рагуель.
За класифікацією ангелів, викладеною в творі Діонісія Ареопагіта (V — поч. VI ст.) «Про небесну ієрархію», Архангел є назва другого чину в третьому, нижчому лиці ангельської ієрархії (1-й чин — ангели, 2-й — архангели, 3-й — начала).
Сім Архангелів як начальники над міріадами ангелів (небесного воїнства) називаються також архістратигами.
У папи Григорія I — Михаїл, Гавриїл, Рафаїл, Уриїл, Сімієль, Оріфієль, Рагуель.
У сучасному східному християнстві шануються 8 архангелів: Михаїл, Гавриїл, Рафаїл, Уриїл, Селатиїл, Ієгудиїл, Варахиїл, Ієремиїл. Відомі також багато інших архангелів.
Святкування Собору Архистратига Михаїла та інших Небесних сил безплотних відбувається у Християнській церкві 8 (21) листопада. 
На православних ікони Собор Архистратига Михаїла можна  зустріти у трьох варіантах:
1. Лише архангели: в центрі Михаїл, обабіч від нього Гавриїл і Рафаїл, у ряді позаду Уриїл, Селафіїл, Варахиїл, Ієгудиїл - послідовність змінюється.
2. Архангели та Христос: в центрі зображення Христа-Пантократора (під ним інколи можна побачити істоту з ієрархії престолів (тронів). Обабіч Христа Михаїл і Гавриїл. За ним Рафаїл, у ряді позаду Уриїл, Селафіїл, Варахиїл, Ієгудиїл.
3. Собор Михаїла та всіх чинів включає в себе усі дев’ять ангельських ієрархій.

Встановлення свята Собору архангелу Михаїла пов'язують з рішенням Лаодикійського собору (бл. 343 року). Лаодикійський собор
відбувся за кілька років до Першого Вселенського Собору. Під час Лаодикійського Собору було засуджено поклоніння ангелам як творцям і правителям світу, а вчення було назване єретичним.

## Архангел Михаїл
Архистратиг Божий Михаїл — (івр. מִיכָאֵל [мі-кха-ель] - Хто як Бог - також є традиція перекладу імені як «обличчя Боже») - головний Архангел всього Небесного воїнства, той Ангел, який очолив битву проти павшого сатани і впалих ангелів, які приєдналися до нього, і скинув з Неба згорділих Денницю з іншими полеглими духами. Архангел є одним з найбільш шанованих біблійних персонажів. В Одкровенні святого апостола Іоанна Богослова написано: «І сталася на небі війна: Михаїл і Ангели його воювали проти дракона, і дракон і ангели його воювали проти них, але не встояли, і не знайшлося їм місця на небі. І скинений був великий дракон, древній змій, званий дияволом і сатаною, що зводить усесвіт, скинутий на землю, і ангели його скинуті з ним.»
За це він поставлений Господом над всіма дев'ятьма чинами Ангельськими. І ім'я Архангела він носить не як вказівку на власний чин в девятичастичній ієрархії, а як позначення його влади і верховенства над усіма Ангелами. Архистратиг Михаїл брав участь як у багатьох старозавітних подіях, так і в більш пізній час. Через нього з'явилася Сила Господня, що знищила єгиптян і фараона, які переслідували ізраїльтян. Архістратиг Михаїл захищав Ізраїль у часи незгод. Він з'явився Ісусу Навіну і відкрив волю Господа щодо взяття Єрихона (Нав 5, 13-16). Архангел Михаїл заборонив дияволу явити юдеям тіло святого пророка Мойсея для обожнення (Юд 1, 9). Також відомо про багато інших найважливіших подій, в яких брав участь Архенгел Михаїл. З цього приводу Григорій Великий пише, що в той час, як інші Ангели являються для того, щоб принести людям якусь звістку, Михаїл Архангел надсилається всякий раз, коли повинна з'явитися чудесна сила Божа. І саме його ім'я в перекладі з єврейського значить "хто як Бог? ", тобто говорить, що ніхто не може зробити того, що робить Всевишній Господь Своєю волею.
З давніх часів шанується святий Архистратиг Божий Михаїл на Русі. Захист руських міст Пресвятою Царицею Небесною завжди відбувався через Її появи з Воїнством Небесним під проводом Архистратига. Наприклад, коли хан Батий прямував до Новгорода, Архангел явився йому та заборонив входити в це місто.

## Архангел Гавриїл
Гавриї́л (івр. גַּבְרִיאֵל [габрі-ель] - Міць Бога - часто перекладають як «правління Боже, Божий правитель») — один із семи святих архангелів, керівник чину херувимів, що оточують Божий Престол. У Новому Заповіті Гавриїл є ангелом, який звіщає Захарії, що Єлисавета народить Івана Предтечу (Луки 1:5-20), і який відвідує Марію, щоб оголосити Їй народження Ісуса, який наречеться Сином Божим. Візит Гавриїла до Марії, описаний в Євангелії від Луки, називають Благовіщенням: «Шостого місяця ангел Гавриїл був посланий Богом у місто в Галилеї, якому ім'я Назарет, до Діви, зарученої чоловікові на ім'я Йосиф, з Давидового дому; ім'я ж Діви було Марія. Ввійшовши до Неї, ангел сказав Їй: „Радуйся, благодатна, Господь з Тобою! Благословенна Ти між жінками“. Вона ж стривожилась цим словом і почала роздумувати в Собі, що могло значити те привітання. Ангел Їй сказав: „Не бійся, Маріє! Ти бо знайшла ласку в Бога. Ось Ти зачнеш у лоні й вродиш Сина й даси Йому ім'я Ісус. Він буде великий і Сином Всевишнього назветься. І Господь Бог дасть Йому престол Давида, Його батька, і Він царюватиме над домом Якова повіки й царюванню Його не буде кінця“». У біблійній традиції Гавриїл теж вважається Божим посланцем.

## Архангел Рафаїл
Рафаї́л (івр. מלאך [рафа-ель] - Ліки Бога - часто перекладають як «ліки від Бога, Божий цілитель») — один із семи святих архангелів (архистратигів). Рафаїл — ангел духів людей, Божий цілитель, лікар, чудотворець, цілитель землі, посилається Богом для зцілення людей та лікування землі. Рафаїл дав ліки та чарівні формули Ною. Рафаїл теж приносить молитви святих Богу. Корінь імені Рафаїл (Raphael) також присутній в сучасному єврейському слові Rophe, яке перекладається як «лікар», тим самим нагадуючи про традиційно приписувані цьому ангелу здібності цілителя. Рафаїл згадується в Біблії, а саме в Книзі Товит.
Рафаїл деколи зображується (зазвичай на медальйонах) стоячим зверху великої риби або тримаючи зловлену рибу. Ці ілюстрації — посилання до біблійної книги Товит, де він каже Товії зловити рибу, а потім використовує жовчний міхур, аби зцілити очі Товії і вигнати демона, що вбив сімох чоловіків Сарри, дочки Рагуела, геть шляхом спалення серця та печінки.
В книзі Еноха (біблійна апокрифа) Рафаїл зв'язав Азазеля (прототип сатани) під пустелею, що зветься Дудаель, згідно з книгою Еноха 10:5-7:
І знову сказав Господь Рафаїлу: «Зв'яжи Азазеля за руки і ноги і кинь його в темряву: і зроби отвір в пустелі, що в Дудаелі, і кинь його туди. І встанови над ним грубе та тверде каміння, і покрий його темнотою, і нехай він там проживає навіки, і покрий його лице, щоби він не побачив світла. І на день великого суду він буде вкинений у вогонь».

## Архангел Уриїл
Уриїл (івр. אוּרִיאֵל [урі-ель] - Вогонь Бога - часто перекладають як «Божий вогонь, Боже світло») — один із семи архангелів (архістратигів), начальник першого ангельського чину серафимів та херувимів (вищої єрархії), керує безплотними силами та небесними світилами, особливо у сфері Сатурна, як праоснови.
Він згадується в Біблії у 3-й книзі Ездри (4:1; 5:20; 10:28). Уриїл був посланий від Бога до юдейського вченого, священика Ездри, для його настановлення та пояснення таємничих Божих шляхів (Езд. III. 4:1).

## Архангел Селафиїл
Святий архангел Селафиїл (арамейською צלתיאל [целаті-ель] - Молитва Бога) — один зі семи архангелів у східній православній традиції. В іконографії, коли його зображують самим чи з індивідуальними характеристиками, Селафиїла представляють у стані смиренної молитви, з опущеними очима та перехрещеними на грудях руками. Саме молитва є характеризуючою ознакою цього архангела. Православні християни шукають його помочі, коли їхнім молитвам перешкоджають відволікання, неуважність чи холодність.
Святий Архангел Селатиїл поборює духа нестриманості та пияцтва. Архангел Селатиїл приносить ласки, а
в правій руці тримає чашечку з квітами або знак радості та життя в Богові. На відміну від Самаїла, що підсилює агресивну сторону Марса, Селафіїл привносить християнську  здатність активної, дієвої молитви, як живого діалогу з Богом у сферу Марса.
МОЛИТВА: Святий Архангеле Божий Селатиїле, давай молитву тому, хто молиться, навчи мене молитися молитвою смиренною, скорботною, зосередженою і розчуленою. О великий Архангеле Божий Селатиїле, ти молиш Бога за людей віруючих, умоли Його Благість за мене, грішного, нехай визволить мене Господь від всіх бід і скорбот, і хвороб, і від наглої смерті, і від муки вічної, і сподобить мене Царства Небесного зі всіма Святими на віки. Амінь.
Святитель Інокентій Херсонський пише про Архангела Селафиїла: «И вот Господь даровал нам целый лик ангелов молитвенных, с их вождем Салафиилом, чтобы они чистым дыханием уст своих согревали наши хладные сердца к молитве, чтобы вразумляли нас, когда и как молиться, чтобы возносили самые приношения наши к престолу благодати. Когда увидите, братие, на иконе Архангела, стоящего в молитвенном положении, с очами, потупленными долу, с руками, приложенными с благоговением к персям (к груди), то знайте, что это Салафиил».

## Архангел Єгудиїл
Єгудиїл, лат.Yehudiel (івр. יהודיאל [йєгуді-ель] - Хвала Бога)  — один зі семи архангелів в традиції православ'я. Це ім'я відомо лише за переданнями. В Біблії та в Євангелії воно не зустрічається. Він часто зображуєтюся на іконах тримаючим корону та батіг.
Зображення на іконах: «Архангел Божий Єгудиїл зображується тримаючим в правій руці золотий вінець, як нагороду від Бога за корисну та благочестиву працю святим людям, а в лівій руці бич з трьох чорних шнурків з трьома кінцями, як кара грішним за лінивство до благочестивих труджень.» 
Єгудиїл — покровитель усіх, хто старанно працює; корона, яку він тримає, символізує винагороду за духовну працю. Поруч зі своїми підпорядкованими ангелами, він є порадником і захисником усіх, хто працює на славу Господа, зокрема царів, суддів та інших керівних позицій. Тому справедливо розглядається як православний покровитель сфери Юпітера.

## Архангел Варахиїл
Архангел Варахиїл, англ. Barachiel (івр. ברכיאל [бара-хі-ель] - Благословення Бога) — в православній традиції архангел Божих благословінь, через нього посилається благословення на всяке добре діло.
Варахиїл переймає управління сферою Венери після падіння Ганаеля.
Ім'я цього архангела відомо лише за переданням. В Біблії (в тому числі в Євангелії) воно не зустрічається. Ікони і згадки зустрічаються порівняно рідко. Зазвичай його зображають з квітами троянди. У Третій Книзі Еноха він описується як один з ангельських князів з 496 000 миріядами співслужачих йому ангелів. Він вважається за одного з чотирьох правлячих серафимів та за князя Другого Неба. Він також вважається ангелом блискавки.
Бронзова фігура з квітами троянд в лівій руці роботи скульптора Юрія Григоровича Орєхова, що зображує архангела Варахиїла, розміщена на фасаді південно-західної сторони храму Христа Спасителя у Москві.
Іменини
Люди, названі чоловічим іменем Варахиїл і жіночим Варахиїла, відзначають іменини 21 листопада (8 листопада за старим стилем), в день святкування Собору архистратига Божого Михаїла та інших Небесних Сил безплотних. Тільки ченці ставали Рафаїлами, Уриїлами, Селафиїлами, Єгудиїлами, Варахиїлами, Єремиїлами.

## Архангел Ієремиїл
Ієремиїл, англ. Jerahmeel (др.-евр. ירחמיאל [йє-рахмі-ель] - Височина Божа, також перекладають як піднесення до Бога).
Його ім'я згадується в другоканонічній третій книзі Ездри: «Не про те ж чи запитували душі праведних в затворах своїх, кажучи: „доки таким чином будемо ми сподіватися? І коли плід нашої відплати?“ На це відповів мені Ієремиїл Архангел: „коли виповниться число насіння в вас, бо Всевишній на терезах зважив вік цей, і мірою виміряв часи, і числом перелічив годинник, і не посуне і не прискорить до тих пір, аж поки не виповниться певна міра“ (3 Езд. 4, 35-37).»
Де він разом з архангелом Уриїл приходив до пророка і відповідав на його питання про кінець світу.
Традиційно архангела Ієремиїла зображують на іконах вагами в правій руці.
Архангел Ієремиїл, за переказами, надсилається до людини для сприяння її повернення до Бога. Архангел Божий не тільки відкриває похмуру перспективу гріховного світу, але також допомагає побачити в світі святі зерна життя вічного. Ангели покаяння перебувають у підпорядкуванні Архангела Ієремиїла. Вони нагадують людині про забуті гріхи, допомагають при сповіді, покаянні, причасті, дають людині сили для внутрішньої роботи і перебувають поруч у момент її молитви.